# NGC 2887
NGC 2887 este o galaxie lenticulară situată în constelația Carena. A fost descoperită în 8 martie 1834 de către John Herschel. Se află la o distanță de 42,4 de megaparseci de Pământ.